# Javier Manjarín
Javier Manjarín Pereda (Gijón, 31 de dezembro de 1969) é um ex-futebolista profissional espanhol, atacante, disputou a Euro 1996.